# الندوه
الندوه (عربی: الندوه) یک روزنامه هفتگی و سالانه عربستان سعودی است.

## تاریخچه
الندوه برای نخستین بار در چهارشنبه ۲۶ فوریه ۱۹۵۸، توسط مؤسسه انتشارات الندوه در مکه منتشر شد. علی‌رغم اینکه صاحب امتیاز روزنامه احمد السیبی، دارای مجوز روزانه برای این روزنامه بود ولی انتشار آن ابتدا به صورت هفتگی بود و بعدها تعداد آن در هفته افزایش پیدا کرد . انتشار این روزنامه یازده ماه بعد از شروع کار در تاریخ ۱۸ ژانویه ۱۹۵۹ متوقف شد. به‌دنبال آن در تاریخ ۲۰ مارس ۱۹۵۹ با روزنامه حراء که توسط صالح محمد جمال منتشر می‌شد ادغام شد و تحت نام الندوه منتشر گردید و امتیاز آن را صالح محمد جمال خریداری نمود. در ۱۳ ژانویه سال ۱۹۶۴، به‌دنبال حکم سلطنتی که برای لغو مطبوعات غیردولتی صادر شد، مطبوعات در عربستان سعودی غیرقانونی شدند. براساس این حکم نظام مؤسسات مطبوعاتی اعلام شد. در این سیستم هشت سازمان مطبوعاتی تأسیس شد که یکی از آن‌ها بنیاد چاپ و رسانه مکه بود. در ۹ مارس سال ۱۹۶۴، هیئت مدیره‌ای متشکل از بیست عضو تشکیل گردید و این روزنامه توانست مجوز مؤسسه جدید را کسب کند و در چهاردهم مارس همان سال مجدداً منتشر شود و تنها روزنامه‌ای بود که در آن زمان در مکه منتشر می‌شد.

## تعطیلی دفتر مرکزی
بدهی‌های این روزنامه که مبلغ آن ۶۰۰ هزار ریال بود باعث شد در تاریخ ۱۸ فوریه ۲۰۱۳ به علت بحران مالی ناشی از آن این روزنامه محکوم به پرداخت حقوق کارکنان سابق گردد که یکی از آن‌ها دستیار سردبیر و دیگری از کارمندان اداری بود و عملاً برای مدتی انتشار آن متوقف شد.

## کمک مالی
ملک عبدالله بن عبدالعزیز مبلغ ۱۰ میلیون ریال (۳٫۷۵ میلیون دلار) از حساب شخصی خودش را وقف هزینه‌های این روزنامه که توسط انتشارات مکه چاپ و منتشر می‌گردید نمود. زیرا تنها روزنامه‌ای بود که در مکه منتشر می‌شد و از بحران مالی رنج می‌برد. به‌دنبال آن در تاریخ ۱۱ نوامبر ۲۰۱۴ مراسم افتتاحیه‌ای برای روزنامه مکه که از این روزنامه مشتق شده بود در دانشگاه ام‌القراء در مکه برگزار شد. سردبیر روزنامه مکه علی الزید و معاون او موفق النویصر است.